# Arta japoneză preistorică
Arta japoneză preistorică are foarte multe diviziuni, ea se întinde între perioada Jomon și perioada Yayoi (aproximativ între 10000 î.e.n și 250 î.e.n.). Însă multe date despre aceste perioade nu se prea cunosc.

## Arta jōmon

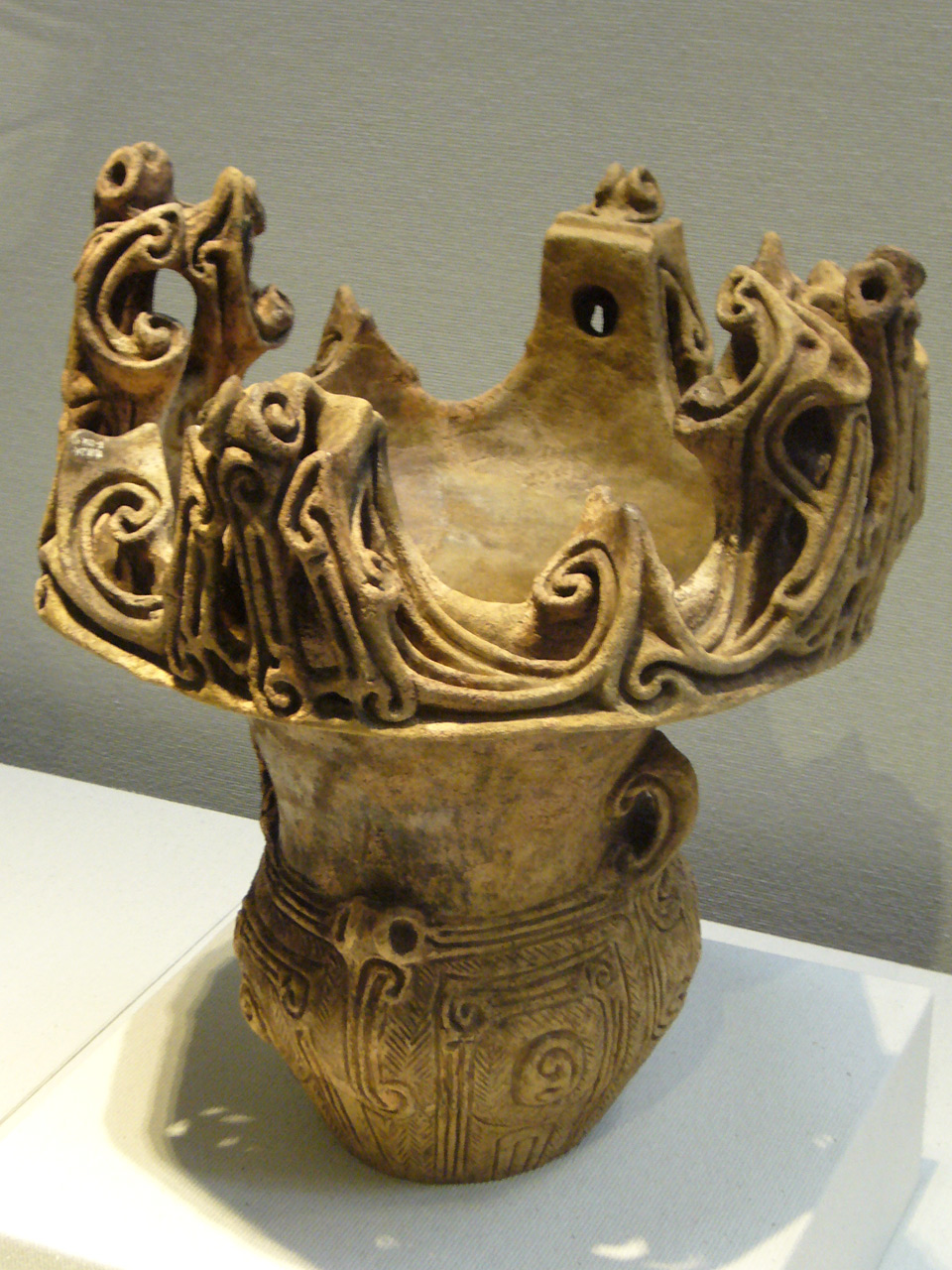
Jōmonul Mijlociu (3000 î.e.n. - 2000 î.e.n.). „Vasul în formă de coroană”, o variație a vaselor de forma flăcărilor pentru care arta jōmon este cunsocută

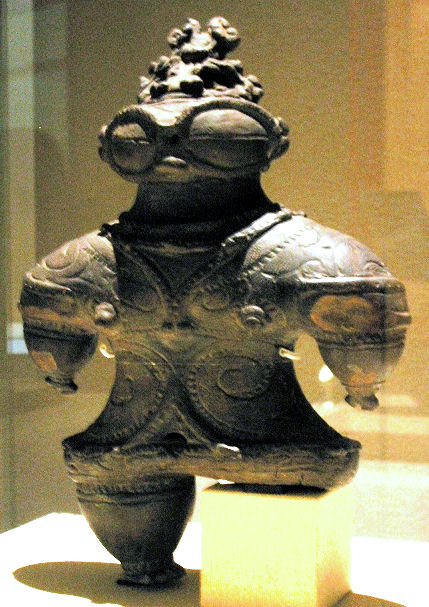
Statuie dogū din aproximativ 1000 î.e.n. - 400 î.e.n. ce este expusă la Muzeul Național din Tokyo. Această figurină se numește Shakōki-dogū (nume scris cu kanji: 遮光器土偶)

Se spune că „jōmonii” ar fi fost primul popor care s-ar fi stabilit în Japonia.Ceramica din Jomon se spune că ar fi cea mai veche din lume. Populația este descrisă ca fiind de câteva sute,poate mii de oameni, care trăiau în case de lemn.Ei sunt renumiți pentru ceramică dar și pentru micile figurine dogu și bijuteriile din cristal. La mijlocul perioadei Jomon însă lucrurile au început să devină mai elaborate.

## Arta Yayoi

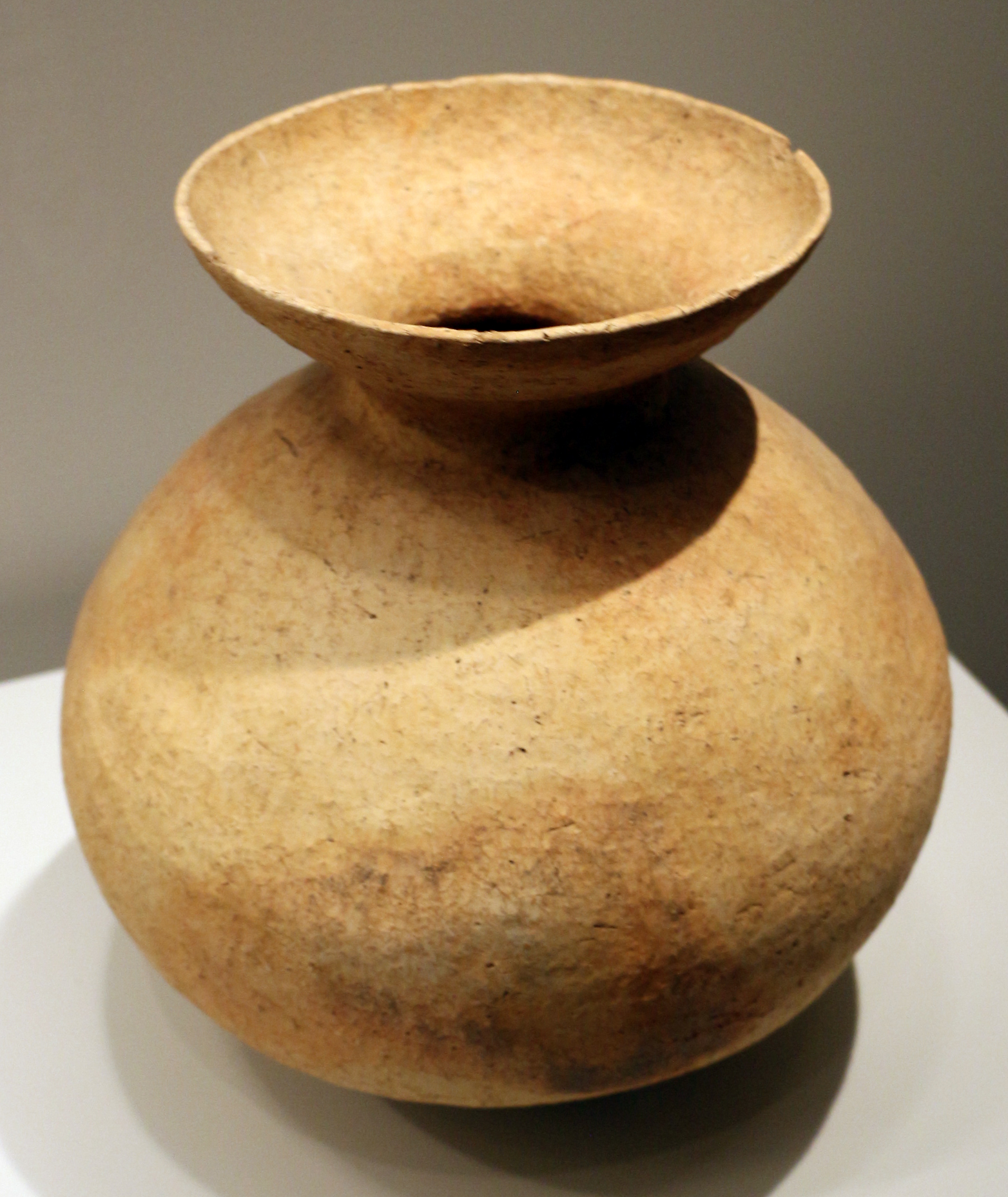
Vas yayoi

Următorul val de imigranți sunt yayoii. Acești oameni au adus cu ei și cultul orezului. Decorațiile acum nu se mai făceau cu sfoara ci cu alte textile. Se spune că ceramica lor era mai fină.